# Summer Games
Summer Games é um jogo eletrônico de esportes produzido pela Epyx e lançado pela U.S. Gold. O jogo se baseia dos Jogos Olímpicos de Verão. O jogo foi lançado em 1984 para Commodore 64, e também foi convertido em diversas plataformas como Apple II, Atari 2600, Atari 7800, Atari 8-bit e Master System. Amiga, ZX Spectrum, Amstrad CPC e versões Atari ST também foram criadas para inclusão de compilações. Em 2004 seria "re-lançado" no C64 Direct-to-TV.

## Jogabilidade
O jogo foi apresentado como um virtual de multi-esportes carnavalescos chamado de "Epyx Games" (não houve licenciamento oficial do COI) com até 8 jogadores cada um escolhe um país para representar, e depois se revezando concorrem em vários eventos para tentar ganhar uma medalha. Na maioria das versões, recordes mundiais poderiam ser salvos em um disquete.
A versão de Commodore 64 permitia que os jogadores jogarem Summer Games e Summer Games II para se envolver em uma Olimpíada de grande porte, acumulando medalhas em um torneio de ambos os jogos.

## Eventos
Os eventos disponíveis variam ligeiramente, dependendo da plataforma, e podem incluir:
- Salto com vara
- Salto ornamental
- Corrida de velocidade
- Ginástica
- Nado livre
- Tiro ao alvo
- Remo

O jogo permitia que o jogador para competir em todos os eventos em sequência, selecionando alguns eventos, escolhendo apenas um evento, ou praticar um evento.

## Jogos da série
- Summer Games (1984)
- Summer Games II (1985)
- Winter Games (1985)
- World Games (1986)
- California Games (1987)
- The Games: Summer Edition (1988)
- The Games: Winter Edition (1988)
- California Games 2 (1990)

## Recepção
A Epyx vendeu mais de 250 mil cópias de Summer Games até novembro de 1989; a revista Ahoy! o descreveu como "tremendamente bem sucedido". Como o primeiro da série "Games" da Epyx, ele fundou o que um historiador mais tarde descreveu como "[a série] mais popular na longa vida do Commodore 64", o computador doméstico mais popular de meados da década de 1980.
Em 1996, a Next Generation listou a série "Games" coletivamente como número 89 em sua lista dos 100 melhores jogos de todos os tempos. A revista afirmou que, embora os jogos tivessem ótimos gráficos para a época, suas qualidades mais marcantes eram seus modos de multiplayer competitivo e o "nível de controle que ainda não foi igualado".